# NGC 1932
NGC 1932 — звезда в созвездии Золотая Рыба.
Этот объект входит в число перечисленных в оригинальной редакции «Нового общего каталога».
Была замечена Джоном Гершелем во время его четвёртого и последнего наблюдения NGC 1933. Лаубертс неправильно предположил, что NGC 1933 и NGC 1932 — один и тот же объект.